# Centre letton des maladies infectieuses
La centre letton des maladies infectieuses (en letton : Latvijas Infektoloģijas centrs) est un service hospitalier de l’hôpital universitaire de l'Est de Riga situé dans le voisinage de Mežciems à Rīga en Lettonie.

## Présentation
Le centre hospitalier est composé du service d'aide médicale d'urgence et d'accueil des patients, du service de soins intensifs et de réanimation et de 7 services spécialisés en maladies infectieuses : deux services VIH/SIDA, le service des maladies du foie, le service des maladies sexuelles, le département des maladies transmissibles et cutanées, le département des infections dangereuses, le département des infections intestinales et des maladies parasitaires, le département du diagnostic différentiel des fièvres.

## Activités
Le centre hospitalier est le seul établissement spécialisé de traitement des infections en Lettonie, pouvant traiter les maladies infectieuses (hépatites virales B et C, VIH/SIDA, les maladies infectieuses transmises par les tiques, maladies tropicales et des voyageurs, infections cutanées et sexuellement transmissibles). , maladies parasitaires, y compris les maladies infectieuses rares et résurgentes).
Des diagnostics de laboratoire des maladies infectieuses sont assurés à l'hôpital. Le laboratoire  fait partie du réseau européen des laboratoires BSL3/4 et les fonctions du laboratoire ont été étendues au niveau international dans la détection d'agents biologiques potentiellement dangereux.
Les responsabilités des spécialistes hospitaliers comprennent la préparation aux situations épidémiologiques d'urgence et aux épidémies d'infections contagieuses. 
Les spécialistes de l'hôpital participent à des programmes de coopération internationale avec des institutions de santé internationales dans le cadre de la surveillance épidémiologique des maladies infectieuses, garantissant ainsi le fonctionnement du système d'alerte précoce et de réponse aux maladies infectieuses de l'Union Européenne en Lettonie. Des spécialistes hospitaliers ont participé aux événements du Centre européen de contrôle et de prévention des maladies et de l'Organisation mondiale de la santé, et ont préparé les informations nécessaires pour les organisations internationales.
Le personnel médical, les étudiants et les résidents sont formés, à l'hôpital, aux maladies infectieuses et au diagnostic en laboratoire des maladies infectieuses.

## Galerie

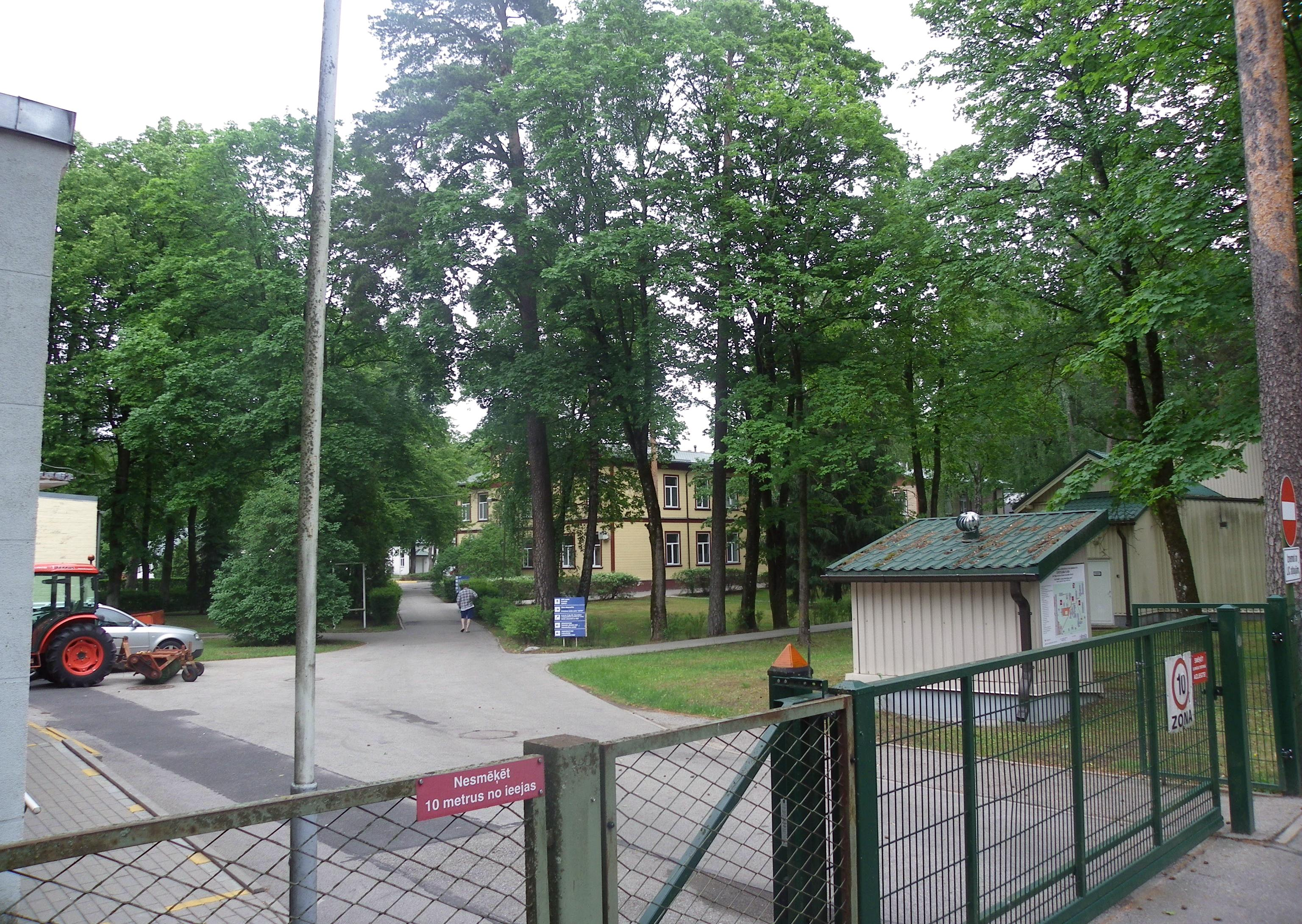